# Вестоне
Вестоне (італ. Vestone) — муніципалітет в Італії, у регіоні Ломбардія, провінція Брешія.
Вестоне розташоване на відстані близько 460 км на північ від Рима, 100 км на схід від Мілана, 25 км на північний схід від Брешії.
Населення — 4437 осіб (2014).

## Демографія
Населення за роками:

Станом на 1 січня 2023 року в муніципалітеті офіційно проживало 496 іноземців з 33 країн, серед них 55 громадян країн Євросоюзу та 27 громадян України.

## Сусідні муніципалітети
- Барге
- Біоне
- Касто
- Лавеноне
- Мура
- Пертіка-Альта
- Пертіка-Басса
- Презельє
- Провальйо-Валь-Саббія
- Тревізо-Брешіано